# نهاية الانتداب البريطاني على فلسطين
تم إنهاء الانتداب البريطاني على فلسطين رسميًا عن طريق قانون فلسطين الصادر في 29 نيسان 1948. أكد بيان عام أعدته وأصدرته مكاتب المستعمرات والخارجية إنهاء المسؤولية البريطانية عن إدارة فلسطين اعتبارًا من منتصف ليل 14 أيار 1948.

## خلفية
نشأت فلسطين الانتدابية في نهاية الحرب العالمية الأولى من خلال تفكك الإمبراطورية العثمانية. في عام 1920 استطاعت بريطانيا شأنها شأن باقي القوى الإستعمارية في ذلك الوقت الحصول على حق الانتداب على فلسطين من قبل عصبة الأمم، ليتم إدارتها حتى الوقت الذي تصبح فيه الأرض "قادرة على الوقوف بمفردها". نص الكتاب الأبيض لعام 1939 الذي اصدرته الحكومة الإحتلالية البريطانية بعد الثورة الفلسطينية عام 1936 على إقامة دولة فلسطينية مستقلة في غضون 10 سنوات. كما أوضح مالكولم ماكدونالد في اجتماع عام 1939 للجنة التفويضات الدائمة، لم يكن واضحًا في تلك المرحلة الشكل الذي ستتخذه مثل هذه الدولة عند تأسيسها. 
وافق مؤتمر يالطا في شباط عام 1945 على اتخاذ الترتيبات اللازمة لتوفير وصاية الأمم المتحدة لانتداب العصبة الحالي.
في حزيران عام 1945، نُشر تقرير هاريسون،   الذي وصف فيه ظروف معسكرات النازحين في أوروبا ما بعد الحرب العالمية الثانية .
في تشرين الأول من عام 1945، أخبر وزير الخارجية البريطانية إرنست بيفين مجلس الوزراء أن بريطانيا تعتزم تسليم قضية فلسطين إلى الأمم المتحدة باستثناء أن بريطانيا ستُتهم بالتهرب من مسؤولياتها إذا لم تبذل أولاً بعض الجهود الخاصة بها لحل الوضع.
وافقت عصبة الأمم في اجتماعها الأخير في 18 نيسان 1946 على تصفية ونقل جميع أصولها إلى الأمم المتحدة. كما أصدر المجلس قرارا بالموافقة والترحيب على نية الحكومة البريطانية منح الاستقلال لشرق الأردن.
تم نشر تقرير لجنة التحقيق الأنجلو أمريكية حول الحلول المتوفرة لمواجهة مصاعب هجرة اليهود الى فلسطين في 20 نيسان 1946.
انتهى هذا الجزء من الانتداب المتعلق بشرق الأردن قانونًا في 17 حزيران 1946 بالتصديق على معاهدة لندن .
في تموز عام 1946، قامت لجنة تم إنشاؤها لتحديد كيفية تنفيذ المقترحات الأنجلو أمريكية باقتراح خطة موريسون-جرادي .
بعد فشل مؤتمر لندن 1946-1947 حول فلسطين، والذي رفضت فيه الولايات المتحدة دعم البريطانيين مما أدى إلى رفض كل من خطة موريسون-جرادي وخطة بيفين من قبل جميع الأطراف، قرر البريطانيون إحالة المسألة إلى الأمم المتحدة في 14 شباط عام 1947. 
تم إنشاء لجنة الأمم المتحدة الخاصة المعنية بفلسطين (UNSCOP) في 15 أيار 1947، تم تقديم تقارير اللجنة في 3 أيلول و 29 تشرين الثاني من عام 1947، واعتمادا على ذلك تم تمرير خطة الأمم المتحدة لتقسيم فلسطين. وأوصت بأن ينتهي الانتداب في أقرب وقت ممكن وفي موعد لا يتجاوز 1 آب عام 1948.
بعد أسبوعين، في 11 كانون الأول من ذات العام، أعلن وزير المستعمرات آرثر كريش جونز أن الانتداب البريطاني سينتهي في 15 أيار عام 1948. 

## الأمم المتحدة
طلب البريطانيون إدراج قضية فلسطين على جدول أعمال الدورة العادية الثانية للجمعية العامة للأمم المتحدة، وعقد جلسة خاصة لتشكيل لجنة خاصة للتحضير من أجل نظر الجمعية في هذا الموضوع. اجتمعت الجلسة الخاصة الأولى للجمعية العامة في الفترة ما بين 28 نيسان و 15 أيار 1947 للنظر في الطلب البريطاني. لم تنجح محاولة الدول العربية الخمسة الأعضاء في الأمم المتحدة (مصر والعراق ولبنان والمملكة العربية السعودية وسوريا) لإضافة بند إلى جدول الأعمال يتناول "إنهاء الانتداب على فلسطين وإعلان استقلالها".
بعد نشر تقرير UNSCOP، تم تشكيل اللجنة المخصصة المعنية بالقضية الفلسطينية بتصويت الدورة العادية الثانية للجمعية العامة في 24 أيلول 1947.

## فلسطين
تم تنفيذ اللوائح التي تحكم عمليات نقل ملكية الأراضي والبنود المتعلقة بالهجرة اليهودية على الرغم من أنه بحلول عام 1944، ظلت 24000 شهادة هجرة من أصل 75000 قيد الاستخدام. تم تخفيف قيود الهجرة للسماح بزيادة اعداد المهاجرين بمعدل 18000 في السنة كرد فعل على وضع اللاجئين اليهود في أوروبا.
مع نهاية الحرب العالمية الثانية، قررت حكومة حزب العمال الجديدة، بقيادة كليمنت أتلي، مع إرنست بيفين وزيراً للخارجية، الحفاظ على سياسة الكتاب الأبيض.
مباشرة بعد قرار الأمم المتحدة، اندلعت الحرب بين المهاجرين اليهود والفلسطينيين بين عامي 1947 و 1948 في فلسطين الانتدابية. في اليوم الأخير من الانتداب، أُعلن إنشاء دولة إسرائيل، وبدأت الحرب العربية الإسرائيلية عام 1948. في آذار عام 1948، وافق مجلس الوزراء البريطاني على أن السلطات المدنية والعسكرية في فلسطين يجب ألا تبذل أي جهد لمعارضة إقامة دولة يهودية أو الانتقال إلى فلسطين من شرق الأردن.
شغل السير هنري جورني منصب السكرتير الأول في فلسطين من تشرين الأول 1946 حتى إنهاء الإنتداب وكتب مذكرات يومية تغطي هذه الفترة. قام المؤرخ روري ميللر بمراجعة لتلك المذكرات تتحدث عن قرار المحرر جولاني بإدراج شروح علمية مفصلة ووجهات نظر لتلك المذكرات.

## الرد العربي
في 22 آذار 1945، تأسست الجامعة العربية. أُعيد تشكيل اللجنة العربية العليا (AHC) في تشرين الثاني عام 1945 لتمثيل العرب الفلسطينيين  واجتمعت في بداية أيار عام 1946 للنظر في ردهم على نشر تقرير الأنجلو أمريكان. وكان رد فعل الدول العربية هو عقد اجتماعات قمة في انشاص في مصر نهاية أيار وبلودان في سوريا في حزيران. بعد فشل مؤتمر لندن والإحالة من الأمم المتحدة، استمر العرب في الضغط على مطالبهم بفلسطين عربية مستقلة فورية.

## الأردن
كان للملك عبد الله صلات مع الصهاينة وفلسطين على مدى سنوات عديدة، وقد روت المؤرخة ماري ويلسون  وصف المؤرخون للقاء حصل بين عبد الله والوكالة اليهودية في 17 تشرين الثاني عام 1947 بزعم أن عبد الله توصل خلاله إلى تفاهم بشأن نية عبد الله احتلال الاراضي العربية في فلسطين كجزء من خطة التقسيم. بعد انتهاء الانتداب، أُمر الفيلق العربي الأردني، بقيادة السير جون باجوت غلوب، المعروف باسم غلوب باشا، بدخول فلسطين وتأمين المنطقة العربية التي حددتها الأمم المتحدة.

## الرد الصهيوني
في أيار عام 1942، طالب مؤتمر بيلتمور في مدينة نيويورك بحضور 600 مندوب وزعماء صهاينة من 18 دولة "بتأسيس دولة فلسطين كدولة يهودية تابعة للتاج الملكي البريطاني" بدلاً من تأسيس "وطن يهودي". وصف عدد من المؤرخين برنامج بيلتمور بأنه «انقلاب افتراضي» داخل الحركة الصهيونية، حيث استُبدل القادة الأكثر اعتدالًا بقادة ذوي أهداف أكثر عدوانية.

## الرد الأمريكي
في نهاية آب عام 1945، أصدر الرئيس الأمريكي هاري ترومان بيانًا يطلب من الحكومة البريطانية قبول 100000 لاجئ يهودي في أوروبا إلى فلسطين. في 14 أيار عام 1948، اعترفت الولايات المتحدة بحكم الأمر الواقع بالحكومة اليهودية المؤقتة المعلنة في وقت واحد (اعتراف قانوني في 31 كانون الأول 1949).

## القضايا القانونية وأسباب الإنهاء
قال أستاذ القانون شبتاي روزين إنه لا توجد إجابة واضحة عن سبب اتخاذ البريطانيين لهذه الخطوة ويسرد سوء التقدير بالإضافة إلى الإرهاق السياسي والعسكري من بين أمور أخرى. يستشهد رافندال بأعمال تعود إلى ثمانينيات القرن الماضي تثبت أن البريطانيين كانوا مدفوعين بـ "الضرورة الاقتصادية والإرهاق الواضح"، لكنه بعد ذلك يفترض أن البريطانيين كانوا مدفوعين برغبة الحرب الباردة في تأمين مصالح بريطانيا في بقية الشرق الأوسط. قدم بيني موريس ملخصًا لوجهات النظر المختلفة. 
كان الهدف من الانتداب أن ينتهي باستقلال أراضي الانتداب. اتخذت الحكومة البريطانية موقفًا مفاده أنه لا يوجد في القانون ما يمنع إنهاء الخدمة بسبب إحباط الهدف. في هذه الحالة، أوصى تقرير UNSCOP بإنهاء الانتداب ومنح الاستقلال في أقرب موعد ممكن عمليًا مع فترة انتقالية بين هذه الأحداث.